# Oksager
Oksager (dansk) eller Ausacker (tysk) er en landsby og kommune beliggende 3 km syd for Husby ved Kilsåen vest for Venerød Sø i det nordlige Angel i Sydslesvig. Administrativt hører kommunen under Slesvig-Flensborg kreds i den nordtyske delstat Slesvig-Holsten. Kommunen samarbejder på administrativt plan med andre kommuner i omegnen i Hyrup kommunefællesskab (Amt Hürup). I kirkelig henseende hører Oksager under Husby Sogn. Sognet lå i Husby Herred (Flensborg Amt, Sønderjylland), da området tilhørte Danmark. 

## Geografi
Landsbyen er beliggende i et østjysk bakkelandskab. Under kommunen hører (Vester og Øster-)Oksager, Oksagerbro (Ausackerbrück), Oksagerskov (Ausackerholz), Oksager Vesterskov (Ausacker Westerholz), Damende (Dammende), Hammerstoft (på dansk også Hammestoft), Hyholt (Hüholz), Søndertoft (Südertoft) og dele af Venerødled (efter næliggende landsby Venerød, på dansk også Vinderødled og Vinderatled, på tysk Winderattheck). 

## Historie
Oksager er første gang nævnt i 1441 som Uxerager. Stedanvnet er sammensat af okse og ager. På sønderjysk (angeldansk) skrives byen Awsacher. I årene 1893 til 1964 fandtes der et teglbrænderi, i årene 1885 til 1967 et mejeri i byen. Mellem 1833 og 1970 var der en landsbyskole på Abildbjerget, hvor undervisningssprog var dansk indtil 1864. En forhenværende vandmølle ved Kilsåen blev nedbrudt i 1845. En hollandsk vindmølle fra samme år blev nedbrudt 1979.
Oksager og Oksagerskov kommune fusionerede i 1970. I 1987 rådede kommunen over et areal på 909 ha, deraf 46 ha skov og havde 526 indbyggere.

## Byvåben
Kommunevåbnet forestiller to lige store felter, der er forbundet med en gennemgående bølge. Oksen i den øverste felt henviser til kommunens navn, de to stiliserede bog i den nederste felt henviser til områdets tidligere bøgeskov og bølgen symboliserer Kilsåen (på tysk Kielstau). Farver blå og gul er hentet fra Sønderjyllands / Slesvigs våben. Farverne rød og sølv henviser til Husbyherreds farver (se Angels våben).

## Bygge Slot
Sydøst for byen Oksager i nærheden af Kilsåen findes resterne af et tidligere borganlæg, der blev bygget på en naturlig forhøjning i landskabet. Den cirkulære kuppel-lignende form er stadig let genkendelig i terrænet. Bygge Slot (eller Bøge Slot efter tysk Böge Schloss) havde et centralt tårn og var omgivet af en vold med vandgrav. Borgtypen kaldes for en mott & bailey (tårnhøjborg). Stednavnet er afledt af substantiv bygning eller måske af bøgetræer.

## Kendte
- Margar Peter Andreas Traustedt (14. august 1853 i Oksager - 26. oktober 1905 i Næstved), dansk lærer og zoolog[4]